# Partit de l'Esquerra
El Partit de l'Esquerra (en turc, Sol Parti) és un partit polític turc d'orientació socialista. Es va fundar el 1996 com a resultat d'una fusió de partits d'esquerres com Devrimci Yol, Geleceği Birlikte Kuralım (GBK) i Birleşik Sosyalist Partisi (BSP), antics membres del Partit dels Treballadors Turcs (Türkiye İşçi Partisi, TIP) i els grups prokurds Türkiye ve Kuzey Kürdistan Kurtuluş Örgütü i Yeni Yol. Es va presentar a les eleccions legislatives turques de 1999, però només va obtenir el 0,8% dels vots, lluny d'obtenir un escó. El 2001 es produí una crisi interna que provocà la marxa de molts partits, i a les eleccions legislatives turques de 2002 només va obtenir el 0,3%. A les eleccions locals de 2004, però assolí representants a les províncies d'Artvin i Yozgat, on es presentà en coalició amb el DEHAP i el Partit Socialdemòcrata del Poble (Sosyaldemokrat Halk Partisi)
A les eleccions legislatives turques de 2007 va obtenir un diputat independent aliat amb el Partit de la Societat Democràtica, Ufuk Uras, qui abandonà el partit el 2009 quan no fou renovat com a secretari general. A nivell internacional l'ÖDP es vincula amb altres formacions d'esquerra europea com l'Esquerra Anticapitalista Europea i, des del 2007, el Partit de l'Esquerra Europea.
El partit es va fundar amb el nom de Partit de la Llibertat i el Socialisme. En el 8è Congrés Extraordinari del partit, organitzat a Ankara el 22 de desembre de 2019, va decidir canviar-se de nom a Partit de l'Esquerra.

## Galeria d'imatges

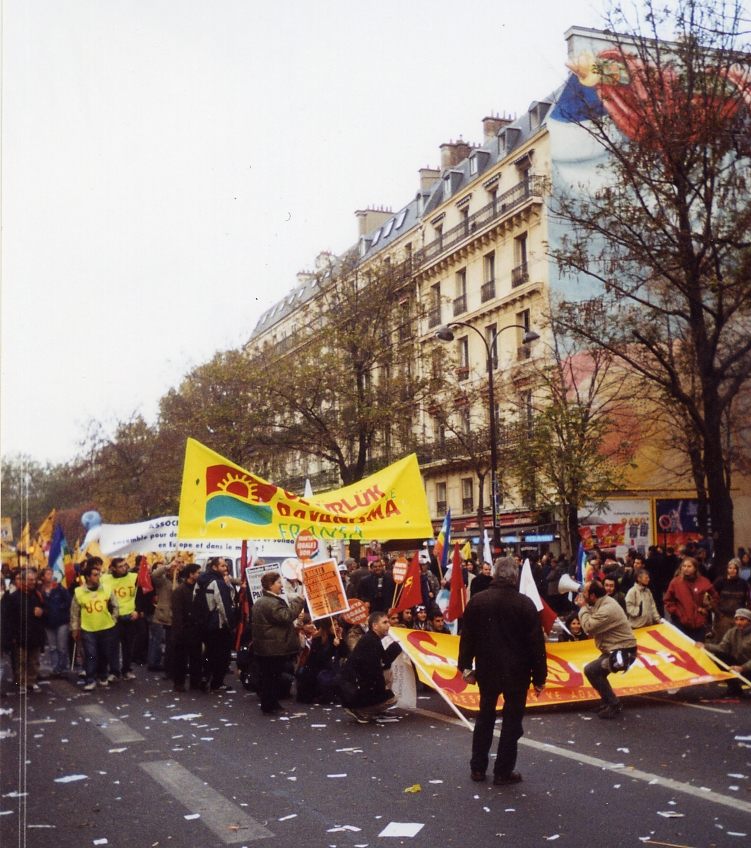
Manifestants de la secció francesa durant el Fòrum Social Europeu de París
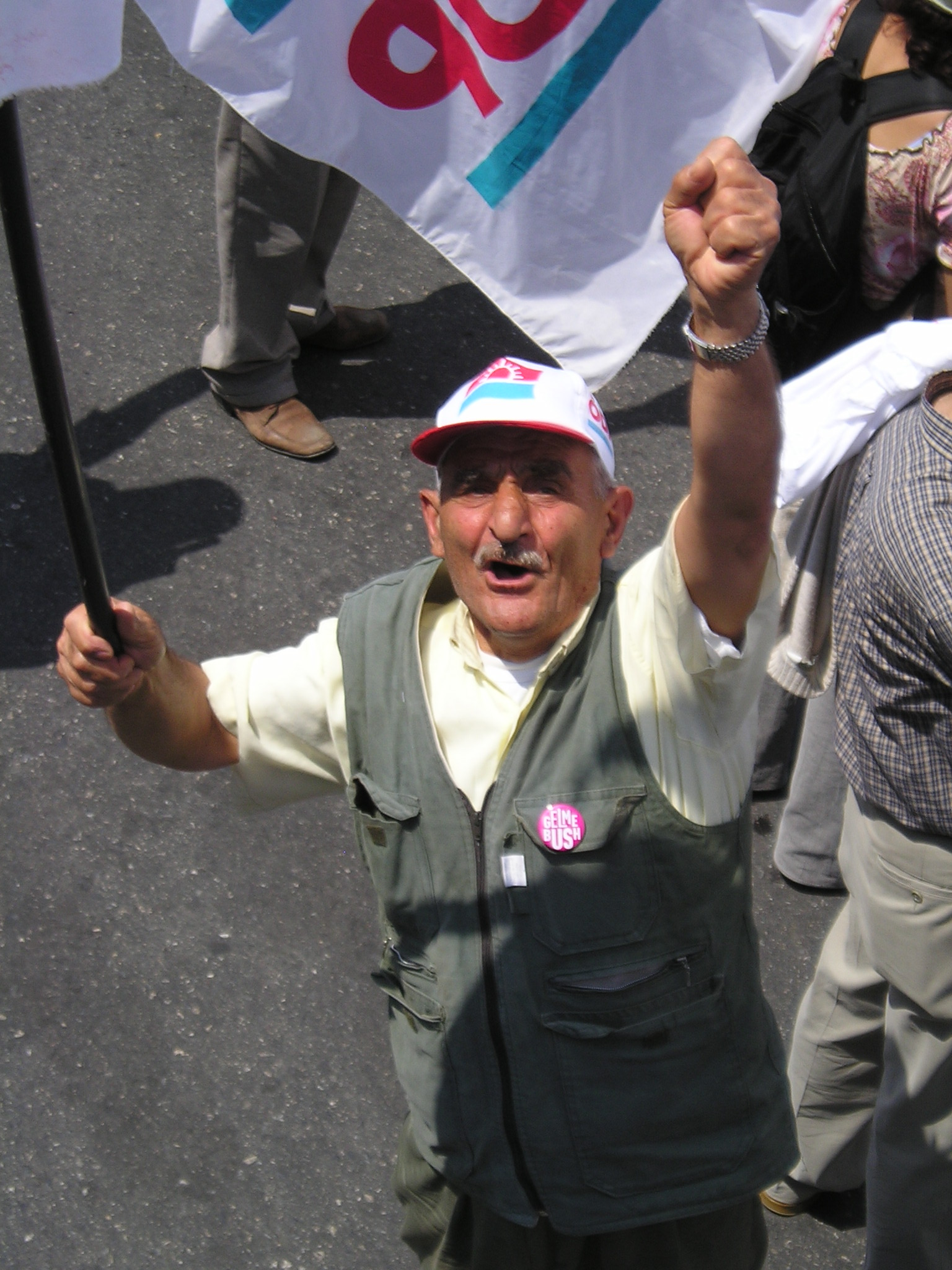
Un simpatitzant de l'ÖDP protestantcontra una cimera de l'OTAN a Istanbul